# Йоно Митев
Йоно Митев Доков е български историк, професор, преподавател във Военното училище в София.

## Биография
Роден е на 23 април 1916 г. в село Чехларе, Пловдивско. Завършва история в Софийския университет. Работи като преподавател във Военното училище (София). Доктор на историческите науки, професор по военна история. Военно звание полковник. Научните му интереси са насочени към възрожденска и нова българска история. Има 158 публикации, издадени на 6 езика.